# Cubocephalus subpetiolatus
Cubocephalus subpetiolatus là một loài tò vò trong họ Ichneumonidae.